# Observatoire de Poznań
L'observatoire de Poznań, officiellement l'Observatoire astronomique de l'Université Adam-Mickiewicz de Poznań (en polonais Obserwatorium Astronomiczne Uniwersytet im. Adama Mickiewicza w Poznaniu, en abrégé OA UAM), est un observatoire astronomique appartenant et opéré par le département de physique de l'université Adam-Mickiewicz de Poznań. Il a été fondé en 1919 et est situé à Poznań, en Pologne.
L'astéroïde (97786) Oauam et nommé en son honneur.